# Mir (deus armênio)
Mir (em armênio: Միհր; romaniz.: Mihr), na mitologia armênia, foi o deus da luz e pureza, filho de Aramasde. Foi associado no Período Helenístico ao deus Hefesto.

## Nome
Mir (Mihr) é a forma persa média e parta (𐭬𐭲𐭥), armênia (միհր) e georgiana (მიჰრ) do nome do deus Mitra (em avéstico: 𐬨𐬌𐬚𐬭𐬀, em persa antigo: 𐎷𐎰𐎼, Miθra), cujo nome significa "Sol, amor, amizade". Em grego (Μίθρας, Míthras) e latim (Mithras) foi referido como Mitras e com base em inscrições gregas do século II a.C. descobertas em Armavir, essa grafia também foi conhecida e utilizada entre os armênios.

## História
Ao contrário de sua contraparte iraniana, que foi associado a Hermes, Hélio e Apolo durante o Período Helenístico, o Mir armênio foi associado a Hefesto, segundo Moisés de Corene. Por sua vez, em uma das recensões gregas do texto de Agatângelo, Mir é associado ao deus Dioniso. Isso reforça que o deus armênio não era tido como um deus solar, apesar de compartilhar o nome com Mitra, e seus aspectos solares foram melhor associados a Tir e Vaagênio. Suas características locais têm apontado relações com o urartita Haldi, cujo sincretismo com Mitra é antigo.[a] Presume-se que, para todos os efeitos, Haldi tenha sido renomeado para Mir em decorrência desse sincretismo, cujo processo foi facilitado pelas características em comum desses deuses, que estavam relacionados ao fogo e à guerra. Por conseguinte, James R. Russell propôs que, até certo ponto, a explicação para outros deuses ocuparem a posição de divindades solares do panteão armênio, em particular Vaagênio, cujo culto era popular durante o Período Arsácida, demonstra um possível declínio do culto a Mir na Armênia.
No panteão local, era filho de Aramasde, o deus supremo. Armen Petrosyan argumentou que, uma vez que a grafia parta (Mir) prevaleceu como o nome pelo qual o deus ficou conhecido nas fontes armênias tardias, é possível que o panteão armênio tenha sido organizado entre os séculos II-I a.C., pelos artaxíadas, com base no culto arsácida da época. No Período Helenístico, estátuas gregas de Aramasde, Mir e Nane devem ter sido construídas nos santuários desses deuses na Alta Armênia, o que reforçava seus respectivos cultos, lhes dando roupagem helênica. O principal santuário de Mir ficava no Eufrates Superior em Basgidáriza (atual Chadercaia, na província de Erzinjane), no distrito de Derzena da Alta Armênia. Esse santuário localizava-se próximo da fronteira entre a Grande Armênia e o Ponto, onde vários reis chamar-se-iam Mitridates,[c] o que reforça o quão enraizado era seu culto na região.[c] O termo armênio antigo mehean, "templo pagão", está relacionado a uma das variantes de Mitra/Mir e e pode ter sido o nome de seus templos. Outros possíveis candidatos a termos derivados de seu nome são mekehan (o sétimo mês do calendário armênio) e mehevant (um tipo de colar).
No Monte Ninrode, o rei orôntida Antíoco I (r. 70–31 a.C.) erigiu estátuas monumentais dos deuses cultuados no Reino de Comagena, dentre elas de Apolo-Mitras, a forma helenizada do nome Mitra. Embora o panteão comageno fosse, em essência, idêntico ao panteão armênio, esses teônimos sugerem que Comagena mantinha uma tradição cúltica mais próxima dos deuses originais iranianos, preservando a associação tradição de Mitra com Apolo, ao contrário da relação entre o Mir armênio e Hefesto. Na épica histórica preservada na obra Temerários de Sassum, Mir reemergiu na figuras de Mer, o Velho, filho de Sanasar, e Mer, o Jovem.[d] No final do épico, Mer, o Jovem, entra na "Porta de Mer" na rocha de Vã, de onde renascerá. Essa "Porta de Mer" é uma espaçosa inscrição urartiana gravada na rocha, onde os deuses do panteão urartiano e os sacrifícios a eles são listados. No início da inscrição, é dito que a inscrição na superfície retangular plana cortada na rocha é dedicada ao deus Haldi. Em fontes em persa novo do período islâmico, os templos zoroastristas são referidos como Dar-i Mir (Dar-i Mihr), "Porta de Mir", que pode ter alguma vaga relação com o nome dos templos urartitas dedicados a Haldi, ou seja, as "Portas de Haldi".